# Le Jour (Cameroun)
Pour les articles homonymes, voir Le Jour.
Le Jour est un quotidien camerounais fondé le 17 septembre 2007 par Haman Mana, son directeur de publication. Sa ligne éditoriale est présentée comme un quotidien pour les nuls avec une rubrique qui donne la parole aux lecteurs[pas clair]. Haman Mana a auparavant été directeur de publication du quotidien Mutations, basé à Yaoundé. C'est à la suite d'un problème interne qu'il claque la porte avec une partie des employés de Mutations pour fonder Le Jour.

## Histoire
Le 17 septembre 2007, son directeur de publication, Haman Mana lance son cinquième projet éditorial nommé Le Jour. Dans sa première édition, le quotidien mettra « la vie des anciens ministres » à la une.  

## Description
Le Jour est un quotidien privé qui traite et publie de l'information généraliste. Son siège social est situé à Yaoundé, au carrefour vallée à Nlongkak.Le journal emploie une vingtaine de personnes.

## Polémiques
Faisant suite à un article du quotidien Le Jour sur des fraudes massives au baccalauréat 2014 dans trois villes du Cameroun (Yaoundé, Bafang et Mbalmayo), le directeur de l'Office du Baccalauréat du Cameroun de l'époque, Zacharie Mbatsogo, informe la presse que Le Jour avait été mal informé et qu'une enquête était menée à cet effet.  
Dans son édition du 30 juin 2014, le quotidien informe son lectorat que le footballeur camerounais Samuel Eto'o fIls avait été entendu par la police judiciaire. Le 7 juillet 2014, le capitaine des Lions Indomptables du Cameroun d'alors fait une mise au point dont l'objet porte sur l'escalade de la diffamation arrogante contre Eto'o Fils

### Sélection d'articles du quotidien
- 8 juillet 2016, Elsa Kane,  « Wikipédia, l'encyclopédie libre », sur Le Jour, no 2221, p. 6.